# کاربرد هلی کویل در اتصالات آلومینیوم
هلی کویل (Heli-coil) به معنی سیم مارپیچ بوده و با سطح مقطع لوزی ساخته می‌شود. کویل ساخته شده با اندازه مقطع مختلف به روش فنر سازی به صورت مارپیچ با قطرهای مختلف استاندارد به بازار عرضه می‌گردد(شکل ۱). در ابتدا این مغزی در سال ۱۹۴۸ در ایالات متحده ثبت اختراع شد. در آن زمان از هلی کویل بیشتر با هدف جذب ارتعاش اتصالات رزوه ای مورد استفاده قرار می‌گرفت. اما با توسعه آن و درک کاربردهای وسیع تر در اتصالات قطعات سبک و نرم، شرکت آلمانی BOLLHOFF تولید استاندارد شده آن را در سال ۱۹۵۴ رسماً آغاز کرد.

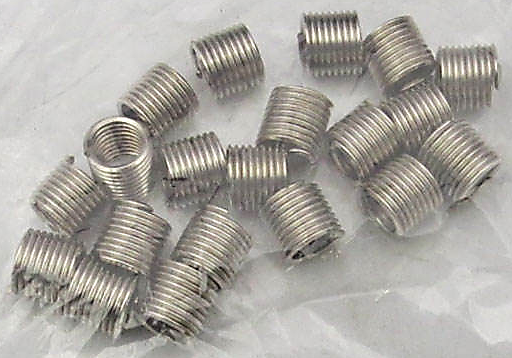
شکل ۱

## پیشینه
مغزی (اینسرت)ها یا بوشهای رزوه شده، قطعات کوچکی از جنس فولاد زنگ نزن، فولاد پایه نیکل و فولاد تیتانیوم دار هستند که داخل قطعات بزرگ به صورت پیچی، چسبی یا پرسی قرار می‌گیرند. اینسرت‌های هلی-کویل برای فلزات و کامپوزیت‌ها، بوش‌های خود قفل برای فلزات نرم، بوشهای پرسی برای فلزات و کامپوزیت‌ها، انواع اینسرت‌های حرارتی برای پلاستیک‌ها، بوش‌های دنده ای و آجدار برای چوبها و موارد مشابه، از جمله قطعات ساخته شده‌ای هستند که در استانداردهای متریک و اینچی در دسترس می‌باشند. از بین تمامی اتصالات، هلی کویل به دلیل اینکه از سیم ساخته شده‌است، حجم کمتری در فلز پایه اشغال می‌کند و از این رو باعث کاهش وزن مجموعه می‌گردد.

## کارکرد
آسیب دیدن رزوه‌های قطعات سبک آلومینیوم و منیزیوم در اثر باز و بسته شدن مکرر پیچ اتصال، از جمله معظلاتی است که در صورت عدم آگاهی کافی، با استفاده از روشهای نادرست مانند گشادکردن محل رزوه و جوشکاری مجدد یا استفاده از بوشهای سنگین، سعی در اصلاح آن می‌کنند، که این امر علاوه افزایش هزینه ساخت، از کیفیت ظاهری و هندسی قطعه کاسته و افزایش زمان ساخت نیز به همراه دارد. در روش جایگزین ابتدا داخل قطعات سوراخکاری و قلاویز کاری شده و سپس هلی کویل با ابزار مخصوص داخل سوراخ بسته می‌شود. جنس هلی- کویل از فولاد زنگ نزن ST304، و فسفر برنز بر حسب کاربرد ساخته می‌شود؛ بنابراین پیچی که داخل قطعه بسته می‌شود به جای درگیر شده با دندانه‌های نرم، با رزوه‌های سخت روبرو خواهد بود و رزوه‌ها دیگر آسیب نخواهند دید. برای اینکه هنگام بازکردن پیچ، هلی کویل با آن باز نشود، قطر سوراخ اولیه را کوچکتر از قطر بیرونی هلی-کویل ایجاد می‌کنند. هنگام مونتاژ، هلی-کویل به سبب خاصیت فنری جمع شده و به دیواره دندانه‌های قطعه می‌چسبد.

## کاهش حجم قطعه و سایز پیچ
در صورت استفاده از هلی کویل، می‌توان از طول قطعه کاست، در نتیجه ابعاد و حجم اشغال شده قطعه را کاهش داد که این امر منجر به کاهش وزن کل مجموعه می‌گردد. شکل ۱ اتصال دو فلنج آلومینیومی را نشان می‌دهد. در صورت استفاده از هلی کویل هم می‌توان از پیچ با سایز کوچکتر استفاده کرد و هم می‌توان با تغییر شیب قطعه پایینی از مواد کمتری برای ساخت استفاده کرد و در مجموع کاهش وزن را خواهیم داشت.

###### یکنواختی نیروهای وارد بر رزوه
در اتصالاتی که پیچ مستقیم داخل رزوه قطعه بسته می‌شود، درصد زیادی از نیروی بستن پیچ به دنده‌های بالایی رزوه وارد می‌شود و این امر باعث تمرکز تنش در یک محدوده می‌شود که در اثر باز و بستن مکرر پیچ، دنده‌های بالایی آسیب دیده و در قطعات نرم صاف می‌شوند. استفاده از هلی کویل نیروهای وارد بر دندانه‌ها را به‌طور یکنواخت پخش کرده و از تمرکز تنش در دنده رزوه شده جلوگیری می‌کند(شکل ۲).

### افزایش مقاومت در برابر خوردگی
از آنجایی که پیچ‌های فولادی در محل اتصال آلومینیوم تولید پیل گالوانیک می‌کنند، استفاده از هلی کویل از جنس نیکل یا تیتانیم که بین پیچ فولادی و رزوه آلومینیمی قرار می‌گیرد، این ارتباط را قطع کرده و مانع از خوردگی گالوانیک می‌گردد.